# João Carneiro
João Pedro Barreira Carneiro (sinh ngày 21 tháng 2 năm 1987) là một cầu thủ bóng đá người Bồ Đào Nha thi đấu cho Amarante.

## Sự nghiệp câu lạc bộ
Anh ra mắt chuyên nghiệp tại Giải bóng đá hạng nhất quốc gia Bồ Đào Nha cho Académico de Viseu vào ngày 9 tháng 8 năm 2014 trong trận đấu trước Chaves.